# Cousinia stahliana
Cousinia stahliana là một loài thực vật có hoa trong họ Cúc. Loài này được Bornm. & Gauba mô tả khoa học đầu tiên năm 1941.